# Broșteni (gmina w okręgu Vrancea)
Broșteni – gmina w Rumunii, w okręgu Vrancea. Obejmuje miejscowości Broșteni, Arva i Pitulușa. W 2011 roku liczyła 2054 mieszkańców.